# 9M337 Sosna-R
9M337 Sosna-R (Chi Thông) (SA-X-25) là loại tên lửa đất đối không siêu âm (Mach 2.6) hai tầng. Nó được sử dụng trong hệ thống phòng không tầm ngắn Sosna-R được thiết kế để bảo vệ các đơn vị bộ binh trong quá trình hành quân.
Năm 2017, các cuộc thử nghiệm của hệ thống tên lửa phòng không Bagulnik (phiên bản nội địa của Nga có tên Strela-10ML) đã hoàn tất. Tháng 5 năm 2019, Bộ quốc phòng Nga đã quyết định đưa hệ thống này vào trang bị.

## Mô tả
Tên lửa được thiết kế và chế tạo bởi KB Tochmash nhằm thay thế 9K35 Strela-10, và có giá thành rẻ hơn hệ thống tên lửa Tor và Pantsir-S1. Tên lửa được thiết kế với đầu dò thụ động với các kiểu đầu dò khác nhau (ảnh nhiệt, truyền hình) và định tầm laser để xác định và tiêu diệt mục tiêu, Sosna-R được thiết kế để tương thích với nhiều cấu hình trạm điều khiển cũ/mới khác nhau, trong đó phổ biến nhất là FPU "Assembly-M1-2" (9S80M1-2) và có khả năng chống nhiễu cao. Cấu hình của hệ thống là xe mang phóng tên lửa bánh xích dựa trên khung gầm xe MT-LB, được trang bị 12 tên lửa tầm bắn 10 km, độ cao tiêu diệt mục tiêu 10 km. 12 tên lửa này có thể được nạp lại trong vòng 12 phút. Phiên bản sản xuất được dựa trên xe thiết giáp chở quân BMP-3. Tên lửa Sosna có thể bắn trong lúc đang di chuyển. Hệ thống được vận hành bởi 2 người: lái xe và pháo thủ.
Hệ thống Sosna R được trang bị 12 tên lửa 9M340 được vận chuyển và phóng từ container phóng. Tên lửa có khối lượng 38 kg, nhiên liệu rắn, 2 tầng đẩy, có khả năng tiêu diệt nhiều loại mục tiêu bay cỡ nhỏ. Tên lửa có khả năng thay đổi đường bay ở pha giữa. Nó cũng được trang bị ngòi chạm nổ/ngòi nổ cận đích định tầm bằng laser. Tên lửa được thiết kế với 2 đầu đạn có tổng khối lượng 7 kg. Đầu đạn văng mảnh được thiết kế cho ngòi nổ cận đích kích nổ khi tới gần mục tiêu, trong khi đầu đạn xuyên giáp/văng mảnh (AP-Frag) sẽ được kích nổ khi chạm mục tiêu. Tên lửa có chế độ làm việc thụ động nên không cần phải có radar dẫn bắn.
Hệ thống phòng thủ Palma là biến thể trên tàu chiến của Sosna-R với việc ngoài 8 tên lửa Sosna-R dẫn đường bằng laser nó còn có thêm hai pháo bắn nhanh AO-18KDE.

## Cự ly tác chiến
Từ 8–10 (≤ 20) km.

## Các phiên bản
- Sosna A trang bị trên MBT, IFV, APC, AFV
- Sosna RA trang bị trên AFV, MBT, IFV, APC
- Palash CIWS
- Palma CIWS.[16][17]

## Operators

### Current operators
Nga
 Việt Nam
- Palma-SU CIWS sử dụng trên Lớp tàu hộ vệ Gepard.

### Potential operator
Egypt
- Palma CIWS.[18]